# Ямада, Юмико
Юмико Ямада (山田由美子 родилась 19 ноября 1969 года в Фукуоке) — японская конькобежка, специализирующаяся в шорт-треке. Участвовала в Олимпийских играх 1988 года. Чемпионка мира на дистанции 500 метров и серебряный призёр в абсолютном зачёте чемпионата мира 1988 года. У неё есть младшая сестра Нобуко Ямада, участница четырёх зимних Олимпийских игр.

## Биография
Юмико Ямада участвовала на чемпионате мира в Шамони и в эстафете и сразу получила серебро. На Азиатских играх 1986 года в Саппоро Юмико выиграла серебро на 500 метров. В 1988 году на чемпионате мира в Сент-Луисе она выиграла дистанцию 500 метров, в финале на 3000 метров заняла третье место и в общем зачёте стала второй. В том же году на Олимпийских играх в Калгари, где шорт-трек был демонстрационным видом спорта Юмико на дистанции 500 метров была фаворитом, но в финал не попала, заняв в общем зачёте 5 место. На 1500 метров также остановилась на 5 месте. А вот в эстафете вместе с Эйко Сисии, Нобуко Ямадой и Хироми Такеути взяла серебро. В 1990 году была выиграна серебряная медаль на мировом первенстве в Амстердаме.